# David Thornton (Schauspieler)
David Thornton (* 12. Juni 1953 in Cheraw, South Carolina) ist ein US-amerikanischer Schauspieler.

## Leben und Karriere
David Thornton wurde in Cheraw, im US-Bundesstaat South Carolina, als Sohn von Dr. Robert Donald Thornton, einem langjährigen Englisch-Professor an der Harvard University, geboren. Er selbst besuchte das Hamilton College und die Yale Drama School, sowie das Lee Strasberg’s Actors’ Studio.
Seit 1983 ist Thornton als Schauspieler aktiv und übernahm seine erste Rolle in dem Fernsehfilm Sessions. Seitdem trat er regelmäßig in Fernsehserien auf, bzw. übernahm Nebenrollen in Filmen, darunter etwa in Heiße Nächte auf Java, Mann mit Ehre – Du achtest nur, was du fürchtest, Mrs. Parker und ihr lasterhafter Kreis, The Moviemaker, Ein Licht in meinem Herzen, Alles aus Liebe, Zum Sterben zu müde, Eisige Stille, Blue Moon, John Q – Verzweifelte Wut, Wie ein einziger Tag, Alpha Dog – Tödliche Freundschaften, Beim Leben meiner Schwester, Dirty Movie oder Die Schadenfreundinnen.
Zu seinen Serienauftritten zählen etwa Miami Vice,  Crime Story, American Playhouse, New York Undercover, Criminal Intent – Verbrechen im Visier, Law & Order, Elementary oder Homeland. Seine bekannteste Serienrolle spielte er wohl zwischen 2003 und 2010 als Lionel Granger in Law and Order: New York.

## Privates
Thornton ist seit November 1991 mit der Sängerin Cyndi Lauper verheiratet. Sie lernten sich am Set des Films Moon over Miami – Ein mörderischer Trip kennen. 1997 wurden sie Eltern eines Sohnes namens Declyn Wallace Thornton.

## Filmografie (Auswahl)
- 1983: Sessions
- 1985: Miami Vice (Fernsehserie, Episode 1x16)
- 1986: Geschichten aus der Schattenwelt (Tales from the Darkside, Fernsehserie, Episode 3x01)
- 1988: Crime Story (Fernsehserie, Episode 2x12)
- 1988: Heiße Nächte auf Java (Java Burn)
- 1989: American Playhouse (Fernsehserie, Episode 8x02)
- 1990: Mann mit Ehre – Du achtest nur, was du fürchtest (Men of Respect)
- 1991: Moon over Miami – Ein mörderischer Trip (Off and Running)
- 1994: Mrs. Parker und ihr lasterhafter Kreis (Mrs. Parker and the Vicious Circle)
- 1994: The Cosby Mysteries (Fernsehserie, Episode 1x01)
- 1995: New York Undercover (Fernsehserie, Episode 1x23)
- 1995: The Moviemaker
- 1995: Jeffrey
- 1996: Wenn Lucy springt (If Lucy Fell)
- 1996: Ein Licht in meinem Herzen (Unhook the Stars)
- 1996: Sekt oder Selters (Breathing Room)
- 1996–2005: Law & Order (Fernsehserie, 4 Episoden, verschiedene Rollen)
- 1997: Alles aus Liebe (She's so Lovely)
- 1997: Office Killer
- 1997: Echt Blond (The Real Blonde)
- 1997: Wieder allein zu Haus (Home Alone 3)
- 1998: Zum Sterben zu müde (Too Tired to Die)
- 1998: High Art
- 1998: Eisige Stille (Hush)
- 1998: Illuminata
- 1998: Last Days of Disco – Nachts wird Geschichte gemacht (The Last Days of Disco)
- 1998: Zivilprozess (A Civil Action)
- 2000: Blue Moon
- 2000: Blessed Art Thou
- 2001: Dead Dog
- 2001: The Girl Under the Waves
- 2002: XX/XY
- 2002: John Q – Verzweifelte Wut (John Q)
- 2002: Garmento
- 2002: Criminal Intent – Verbrechen im Visier (Criminal Intent, Fernsehserie, Episode 1x19)
- 2002: Stürmische Liebe – Swept Away (Swept Away)
- 2002: 100 Mile Rule
- 2003: Prologue
- 2003–2010: Law and Order: New York (Fernsehserie, 10 Episoden)
- 2004: Noise
- 2004: Wie ein einziger Tag (The Notebook)
- 2005: Private Property
- 2005: Life on the Ledge
- 2005: Romance & Cigarettes
- 2006: Alpha Dog – Tödliche Freundschaften (Alpha Dog)
- 2009: Here & There – Wiedersehen in Belgrad (Tamo i ovde)
- 2009: Reunion
- 2009: Beim Leben meiner Schwester (My Sister's Keeper)
- 2010: Zenith
- 2011: Dirty Movie
- 2011: Fake
- 2011: Trophy Kids
- 2011: Jeremy Fink and the Meaning of Life
- 2014: Die Schadenfreundinnen (The Other Women)
- 2015: Semana Santa
- 2016: Love Kills
- 2016: Elementary (Fernsehserie, Episode 4x13)
- 2016: Ein Date für Mad Mary (A Date for Mad Mary)
- 2017: Homeland (Fernsehserie, 3 Episoden)
- 2020: Tommy (Fernsehserie, Episode 1x01)
- 2020: Darcy
- 2023: God Is a Bullet